# Bosa Cvetić
Bosa Cvetić (srbsko Боса Цветић), srbska partizanka, častnica, feministka in političarka, * 1. februar 1912, Guča, † 11. januar 1975, Beograd.

## Življenjepis
Diplomirala je na beograjski Filozofski fakulteti in se leta 1935 pridružila KPJ; zaradi revolucionarnega delovanja je bila večkrat aretirana. V NOVJ je bila od leta 1941; med vojno je bila politična komisarka več enot, od 1944 vodja Političnega oddelka XI. krajiške divizije. 
Med letoma 1945 in 1968 je bila članica CK ZK Srbije. Po vojni je bila med letoma 1953 in 1958 v vladi (izvšni svet) Srbije, predsednica AFŽ Srbije, sodnica Ustavnega sodišča Srbije, od 1974 članica Sveta federacije. 

## Odlikovanja
- Red junaka socialističnega dela
- Red zaslug za ljudstvo
- Red bratstva in enotnosti